# Ар'єн Роббен
А́р'єн Ро́ббен (нід. Arjen Robben; нар. 23 січня 1984 року, Бедюм, Нідерланди) — нідерландський футболіст, правий вінгер клубу «Гронінген».
Роббен перший прийшов на видне місце в «Гронінгені», у якому він був названий найкращим футболістом сезону 2000-01 років за сезон Чемпіонату Нідерландів з футболу. Два роки по тому він підписав контракт з ПСВ, де став в Нідерландах молодим гравцем року і завоював титул Чемпіонату Нідерландів з футболу. Підписати Роббена в наступному сезоні хотіли провідні англійські клуби, і після тривалих переговорів вінгер перейшов до «Челсі» у міжсезоння в 2004-му.
Після третього сезону в Англії, який був позначений травмами, Роббен переїхав в іспанський клуб «Реал Мадрид» за € 35 мільйонів. У своєму першому сезоні в Мадриді, Роббен виграв Ла Лігу — четвертий чемпіонський титул Роббена за останні шість років. У серпні 2009 року Роббен перейшов до мюнхенської Баварії за € 25 млн. Є одним з найбільш швидкісних футболістів Європи, пробігає 100 метрів за 10,9 секунд.

## Біографія
Роббен народився в Бедюмі, поблизу Гронінгена. Він почав свої виступи в місцевій команді « Бедум». У «Бедумі» Роббен тренувався за методом, створеному голландським тренером Вілом Курвером й названим на його честь. Гра Роббена і його футбольні навички привернули до нього увагу місцевого клубу «Гронінген», з яким Ар'єн підписав контракт.

### «Гронінген»
Починаючи з сезону 1999–2000, Роббен став залучатися до тренувань з молодіжним складом команди. У листопаді 2000 Ар'єн вперше був у заявці основної команди на матчі чемпіонату Нідерландів з «Твенте», проте на поле не вийшов. 3 грудня 2000 року, в матчі чемпіонату з «Валвейком», Роббен вперше вийшов на поле у складі «Гронінгена», замінивши на 79-й хвилині травмованого Леонардо. У наступних матчах сезону Роббен завоював місце в основному складі команди, провівши 18 матчів, в яких забив 2 голи. Після закінчення свого першого сезону в клубі Роббен був названий гравцем року в «Гронінгені». У наступному сезоні Роббен провів у команді 28 матчів і забив 6 голів. Влітку 2002-го Роббен був куплений клубом ПСВ (Ейндховен), який заплатив за трансфер вінгера 3,9 млн євро.

### ПСВ
У першому сезоні за ПСВ Роббен провів 33 матчі і забив 12 голів. Після закінчення сезону його назвали гравцем року в ПСВ разом з нападником Матеєю Кежманом, з яким Роббен створив тандем в атаці команди, названий вболівальниками ПСВ «Бетмен і Роббен». Ці два форварди допомогли ПСВ виграти чемпіонат Голландії, по закінченні якого Ар'єн отримав звання «Футбольний талант року в Нідерландах» і "Приз Йохана Кройфа". На наступний рік Роббен став з ПСВ срібним призером чемпіонату Нідерландів. По ходу сезону, Роббен з'їздив в Англію, де зустрівся з головним тренером клубу «Манчестер Юнайтед» Алексом Фергюсоном. «Манчестер» запропонував за трансфер голландця 7 млн євро, однак ця сума не влаштувала президента ПСВ, Харрі ван Раю, який сказав, що за цю суму «Манчестер» може купити тільки футболку з автографом Роббена. Через кілька днів, інший англійський клуб, «Челсі», запропонував за Роббена 18 млн євро; ця сума влаштувала керівників ПСВ. Закінчення сезону пройшло для Роббена невдало: він травмував коліно, через що пропустив кілька ігор. Всього в чемпіонаті він провів 23 матчі і забив 5 голів.

### «Челсі»

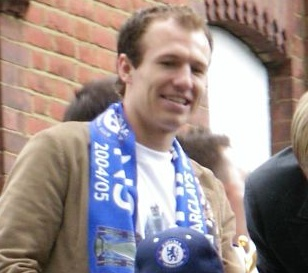
Роббен під час свядкування перемоги у Прем'єр-лізі Англії з футболу 2004—2005.

Роббен був змушений пропустити початок свого першого сезону в Англії через травму, отриманої в товариській грі з італійським клубом « Рома», де Ар'єн у зіткненні з Олів'є Дакуром отримав перелом плеснової кістки. У результаті він зміг дебютувати в складі «аристократів» лише в листопаді, в грі чемпіонату Англії з «Евертоном», де був визнаний гравцем матчу. Свої перші матчі Роббен провів добре, за що отримав титул гравця місяця в АПЛ. У чемпіонаті Англії 2004–2005 Роббен провів 18 матчів і забив 7 голів. Невелика кількість ігор пов'язано з періодичними травмами, якими страждав Ар'єн. За свою гру Роббен номінувався на звання найкращого молодого гравця АПЛ, але поступився нападнику «Манчестер Юнайтед» Вейну Руні. У тому ж сезоні Роббен отримав травму в матчі з «Блекберн Роверс», через яку був змушений пропустити кілька важливих матчів Ліги чемпіонів.
У чемпіонаті 2005–2006 Роббен провів 28 матчів і забив 6 голів, чим допоміг своєму клубу виграти чемпіонат Англії. У тому ж сезоні, в матчі з « Ліверпулем», який «Челсі» виграв 2:0, Роббен став учасником неспортивної гри. В одному з моментів він сказав кілька неприємних слів голкіперу «червоних» Пепе Рейні, за що воротар схопив його за обличчя. Після цього Роббен картинно впав на газон, а Рейну за свої дії отримав червону картку. Після гри ліверпульський голкіпер сказав: «Роббен досить процвітав у сценічному мистецтві, щоб отримати Оскара». Головний тренер «Ліверпуля» Рафаель Бенітес на післяматчевій прес-конференції пожартував, що він скоро збирається до лікарні, щоб перевірити умови утримання Роббена. Також Роббен отримав дві червоні картки, в матчі з «Сандерлендом» і «Вест Бромвіч Альбіоном».

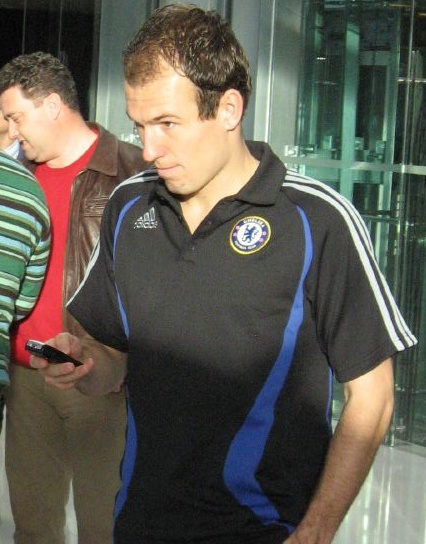
Роббен. 2007

В 2006 у в «Челсі» перейшов Міхаель Баллак. З його приходом головний тренер «аристократів» Жозе Моурінью змінив схему, ставши використовувати трьох центральних півзахисників і відмовившись від послуг вінгера. У листопаді Моуріньо все ж таки дав можливість Роббена грати, що стало можливим після травми Джо Коула. 23 грудня 2006 а Роббен був визнаний найкращим гравцем матчу з «Віган Атлетік», де голландець забив два м'ячі і зробив гольову передачу, принісши перемогу своїй команді. Через місяць, 20 січня 2007 а, в матчі з «Ліверпулем» Роббен отримав травму верхньої частини ноги. Він повернувся на поле в лютому в матчі з «Мідлсбро», де був співавтором гола, забитим у свої ворота захисником «Боро», Абелем Шав'єром; "Челсі"матч виграв з рахунком 3:0. 25 лютого, в матчі Кубка футбольної ліги проти « Арсеналу», Роббен вийшов на заміну в другому таймі і на 84-й хвилині ігри зробив гольовий пас на Дідьє Дрогба, який приніс «Челсі» перемогу. Наприкінці березня 2007 Роббену зробили операцію на коліні після матчу в складі збірної Нідерландів, де Ар'єн отримав травму. Останнім матчем Роббена за «Челсі» стала гра 19 травня з «Манчестер Юнайтед» у фіналі Кубка Англії, де він вийшов за кілька хвилин до кінця зустрічі.
Влітку 2007 року клуб «Реал Мадрид» зацікавився двома гравцями «Челсі», Роббеном і Баллаком, яких хотів бачити головний тренер «Королівського клубу», Бернд Шустер. Особливо сильно Шустер хотів бачити у своїй команді Баллака, проте президент «Реала», Рамон Кальдерон погодився тільки на покупку Роббена. Після переходу, Роббен на офіційному сайті «Челсі» залишив послання фанатам команди: "Мені важко їхати, тому що я чудово провів свої три роки в Челсі, і я знайшов безліч друзів. У мене зовсім не було часу, щоб сказати до побачення, тому що угода була укладена в середу о 10 годині вечора, а наступного ранку я повинен був відлітати. Якщо б я мав хоча б один вільний день, то я хотів би повернутися назад і сказати до побачення і велике спасибі фанатам, тому що вони завжди добре ставилися до мене. За мої три роки я виграв всі призи, які можна виграти у Англії".

### «Реал Мадрид»

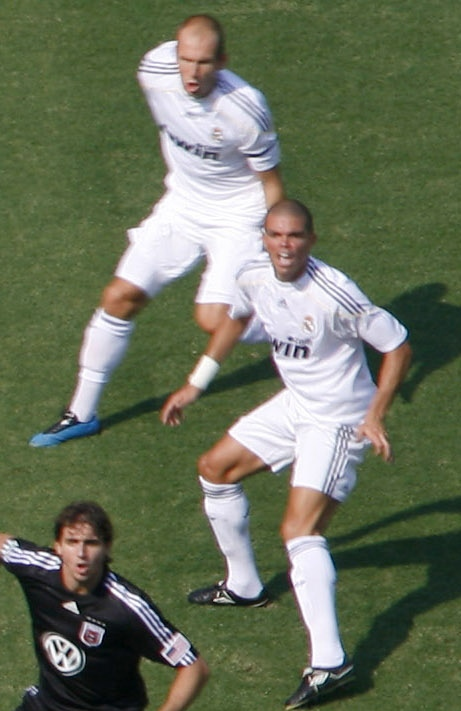
Роббен і Пепе

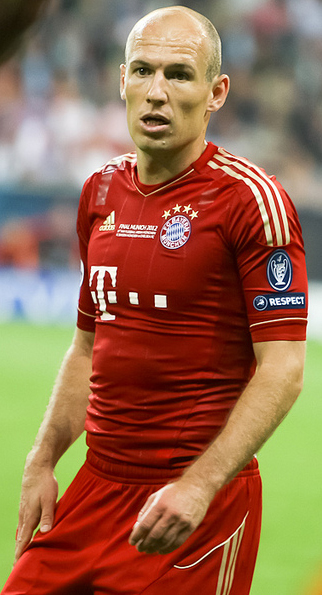
Роббен в Баварії.

22 серпня 2007 а Роббен став гравцем «Реала», підписавши контракт на 5 років. За перехід вінгера «Реал» виплатив «Челсі» суму в 36.55 млн євро. Ця покупка стала 5-ю найдорожчою в історії «Реала», після Зінедіна Зідана, Луїша Фігу, Девіда Бекгема та Роналдо. Купивши Роббена, Рамон Кальдерон, президент «Реала», виконав одну з обіцянок своєї виборчої компанії. 24 серпня Роббен був представлений як гравець «Реала», разом з аргентинським захисником Габріелем Хайнце. На презентації були присутні футболістів 5000 глядачів, перед ними Роббен сказав: «Зараз я живу в сні, я — гравець Мадрида, білий». Роббен дебютував у складі «Реала» 18 вересня в матчі Ліги чемпіонів з «Вердером», замінивши на 84-й хвилині Рауля. 17 жовтня Роббен отримав травму в матчі збірної, через що не виступав протягом півтора місяця. 2 січня Роббен забив свій перший гол за «Реал», відкривши рахунок у матчі Кубка Іспанії з « Аліканте»; перемога Реала 2:1. 10 лютого Роббен забив перший гол у чемпіонаті Іспанії, вразивши ворота «Вальядоліда». 4 травня в матчі з «Осасуною», Роббен зрівняв рахунок на 87 хвилині зустрічі, а потім гол забив Гонсало Ігуаїн, принісши перемогу «Реалу» у матчі і чемпіонаті Іспанії. Цей титул дозволив Роббена стати чемпіоном у 3-х різних країнах. Попри те, що Роббен був гравцем основного складу, він отримав 5 травм за сезон, провівши лише 21 зустріч.
На початку сезону 2008/2009 Роббен допоміг «Реалу» завоювати Суперкубок Іспанії в протистоянні з «Валенсією»; в домашньому для «Реала» матчі, вигравши з рахунком 4:2, Роббен був визнаний найкращим гравцем зустрічі. Після виходу з «Реала» бразильця Робіньо, Роббен став набувати все більшу роль у грі «Реала», проте сам голландець сказав, що головне — це гарна команда. У грудні 2008 а Бернд Шустер був замінений на посаді тренера «Реала» Хуанде Рамосом. Новий наставник не бачив Роббена у складі, сказавши, що без нього у «Реала» виходить більш колективна гра, що найкращі матчі команда провела без нього, і що у «Королівського клубу» немає Роббен-залежності. Незважаючи на недовіру тренера, Роббен провів у чемпіонаті 29 матчів і забив 7 голів, ставши одним з найкращих бомбардирів клубу. Незважаючи на гарні ігрові показники, Роббен за два сезони провів лише 40% матчів, травмуючи, в середньому, кожні 5 днів.

### «Баварія» Мюнхен
Влітку 2009 а Роббен був виставлений на трансфер. Причиною цього стала купівля «Реалом» двох футболістів, Кріштіану Роналду та Кака. Незабаром Роббен був куплений німецьким клубом «Баварія» Мюнхен, що заплатили за трансфер голландця 25 млн євро. Сам Роббен сказав, що не хотів йти з «Реала», але клуб вирішив самостійно продати його . 28 серпня 2009 Роббен став гравцем «Баварії», підписавши контракт на 4 роки. Він отримав у клубі номер 10, який останній раз носив у команді його співвітчизник Рой Макаай. Прибувши до Мюнхена, Роббен сказав: «Тут я відчуваю себе бажаним. Це великий клуб з великою історією, і я задоволений тим, що я тут». 29 серпня Роббен дебютував в клубі в матчі з „Вольфсбургом“, торішнім чемпіоном Німеччини, в якому Ар'єн, вийшовши після перерви, забив два голи. 30 вересня в матчі Ліги чемпіонів з „Ювентус ом“ Роббен отримав травму, вибувши на місячний термін. Роббен відновився повністю до другого кола. У матчі з „Гоффенгаймом“ відіграв добре і був визнаний найкращим гравцем матчу. У наступних двох іграх, з „Вердером“ і „Майнецем“, Роббен також визнавався найкращим гравцем зустрічі, забивши по голу зі штрафних ударів. У наступній грі, проти „Вольфсбурга“, Роббен забив гол на другій хвилині зустрічі, а його клуб переміг 3:1. В 1 / 8 фіналу Ліги чемпіонів Роббен забив гол, який приніс його команді перемогу і вивів в 1/4 фіналу турніру. Через 4 дні Роббен, забивши 2 голи, приніс перемогу своєму клубу в чемпіонаті Німеччини над „Фрайбург“. 25 березня 2010 Роббен забив гол у ворота „Шальке-04“, який вивів „Баварію“ у фінал Кубка Німеччини; за виступи в цьому матчі головний тренер мюнхенців, Луї ван Гал назвав гру Ар'єна „незрівнянною“. В 1/4 фіналу Ліги чемпіонів проти фіналіста торішнього турніру, „Манчестер Юнайтед“, Роббен забив гол, який вивів мюнхенський клуб до півфіналу; м'яч вийшов дуже красивим.
У фіналі Ліги чемпіонів УЄФА 2013 проти «Боруссії» на 60-й хвилині майже з лицевої лінії штрафного майданчика суперника зробив гольову передачу, з якої був відкритий рахунок - 1:0. При рахунку 1:1 на 89-й хвилині матчу, обігравши дриблінгом двох захисників і воротаря суперника, провів вирішальний гол матчу (2:1).

### «Гронінген»
27 червня 2020 року в соціальних мережах «Гронінгена» з'явилася інформація про те, що Ар'єн Роббен відновлює кар'єру і приєднується до рідного клубу в якості футболіста.

### Збірна Нідерландів

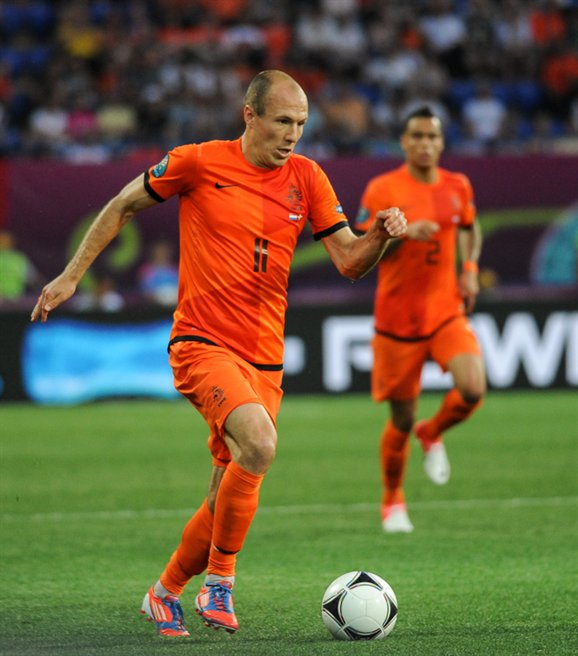
Роббен під час Чемпіонату Європи 2012 року

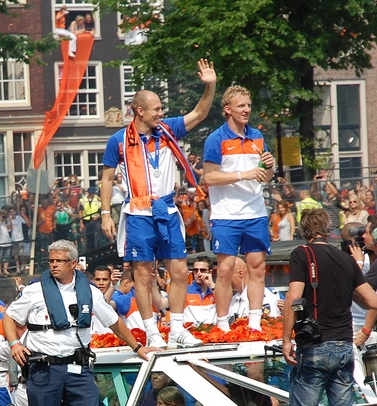
Роббен і Дірк Кейт

У складі збірної Нідерландів Роббен дебютував 30 квітня 2003 а в товариському матчі зі збірною Португалії, що завершився внічию 1:1; в цій грі Роббен замінив на 77-й хвилині Марка Овермарса, також у цій грі дебютував інший молодий футболіст, Веслі Снейдер. У своїй третій грі за збірну, 11 жовтня 2003 року з Молдовою в кваліфікації до чемпіонату Європи 2004, Роббен відкрив рахунок своїм голам за збірну, забивши на 88-й хвилині (Роббен вийшов на заміну на 64-й хвилині, замінивши Овермарса), а його команда перемогла 5:0. На Євро 2004 Роббен провів 4 гри. Першу з Чехією, в якій Роббен був замінений на 66-й хвилині за рахунку 2:1 на користь голландців; матч закінчився поразкою Нідерландів 2:3, а рішення головного тренера команди, Діка Адвоката, про заміну Роббена розкритикували. На тому ж самому турнірі, Роббен забив вирішальний пенальті в післяматчевій серії з Швецією, вивівши Нідерланди в півфінал; ця післяматчева серія пенальті стала першою, виграної Голландією за всю її історію.

## Статистика
На 18 травня 2019
 Клубна статистика виступів Ар'єна Роббена
| Клуб          | Сезон   | Ліга         | Чемпіонат | Чемпіонат | Кубок | Кубок | Єврокубки | Єврокубки |
| Клуб          | Сезон   | Ліга         | Ігри      | Голи      | Ігри  | Голи  | Ігри      | Голи      |
| ------------- | ------- | ------------ | --------- | --------- | ----- | ----- | --------- | --------- |
| Гронінген     | 2000/01 | Ередивізі    | 18        | 2         | 0     | 0     | —         | —         |
| Гронінген     | 2001/02 | Ередивізі    | 28        | 6         | 6     | 4     | —         | —         |
| Усього        | Усього  | Усього       | 46        | 8         | 6     | 4     | —         | —         |
| ПСВ Ейндховен | 2002/03 | Ередивізі    | 33        | 12        | 4     | 0     | 4         | 1         |
| ПСВ Ейндховен | 2003/04 | Ередивізі    | 23        | 6         | 3     | 1     | 8         | 2         |
| Усього        | Усього  | Усього       | 56        | 17        | 5     | 0     | 12        | 3         |
| Челсі         | 2004/05 | Прем'єр-ліга | 18        | 7         | 6     | 1     | 5         | 1         |
| Челсі         | 2005/06 | Прем'єр-ліга | 28        | 6         | 6     | 1     | 6         | 0         |
| Челсі         | 2006/07 | Прем'єр-ліга | 21        | 2         | 5     | 0     | 7         | 1         |
| Усього        | Усього  | Усього       | 67        | 15        | 10    | 1     | 19        | 2         |
| Реал Мадрид   | 2007/08 | Прімера      | 21        | 4         | 2     | 1     | 5         | 0         |
| Реал Мадрид   | 2008/09 | Прімера      | 29        | 7         | 0     | 0     | 6         | 1         |
| Усього        | Усього  | Усього       | 50        | 11        | 2     | 1     | 11        | 1         |
| Баварія       | 2009/10 | Бундесліга   | 24        | 16        | 3     | 3     | 9         | 4         |
| Баварія       | 2010/11 | Бундесліга   | 14        | 12        | 1     | 1     | 2         | 0         |
| Баварія       | 2011/12 | Бундесліга   | 24        | 12        | 3     | 3     | 9         | 5         |
| Баварія       | 2012/13 | Бундесліга   | 16        | 5         | 4     | 4     | 8         | 3         |
| Баварія       | 2013/14 | Бундесліга   | 23        | 10        | 3     | 3     | 8         | 4         |
| Баварія       | 2014/15 | Бундесліга   | 11        | 8         | 0     | 0     | 5         | 2         |
| Баварія       | 2015/16 | Бундесліга   | 15        | 4         | 3     | 0     | 3         | 2         |
| Баварія       | 2016/17 | Бундесліга   | 26        | 13        | 3     | 0     | 8         | 3         |
| Баварія       | 2017/18 | Бундесліга   | 21        | 5         | 4     | 2     | 9         | 0         |
| Баварія       | 2018/19 | Бундесліга   | 12        | 4         | 2     | 0     | 4         | 2         |
| Усього        | Усього  | Усього       | 201       | 99        | 32    | 16    | 71        | 26        |

| Рік    | Ігри | Голи |
| ------ | ---- | ---- |
| 2003   | 3    | 1    |
| 2004   | 8    | 2    |
| 2005   | 6    | 3    |
| 2006   | 10   | 2    |
| 2007   | 4    | 0    |
| 2008   | 6    | 2    |
| 2009   | 8    | 1    |
| 2010   | 7    | 4    |
| 2011   | 1    | 0    |
| 2012   | 10   | 2    |
| 2013   | 10   | 5    |
| 2014   | 13   | 6    |
| 2015   | 2    | 2    |
| 2016   | 1    | 1    |
| 2017   | 7    | 6    |
| Усього | 96   | 37   |

## Досягнення
«ПСВ»
- Чемпіон Нідерландів: 2002-03
- Володар Суперкубка Нідерландів: 2003

«Челсі»
- Чемпіон Англії: 2004-05, 2005-06
- Володар кубка Англії: 2007

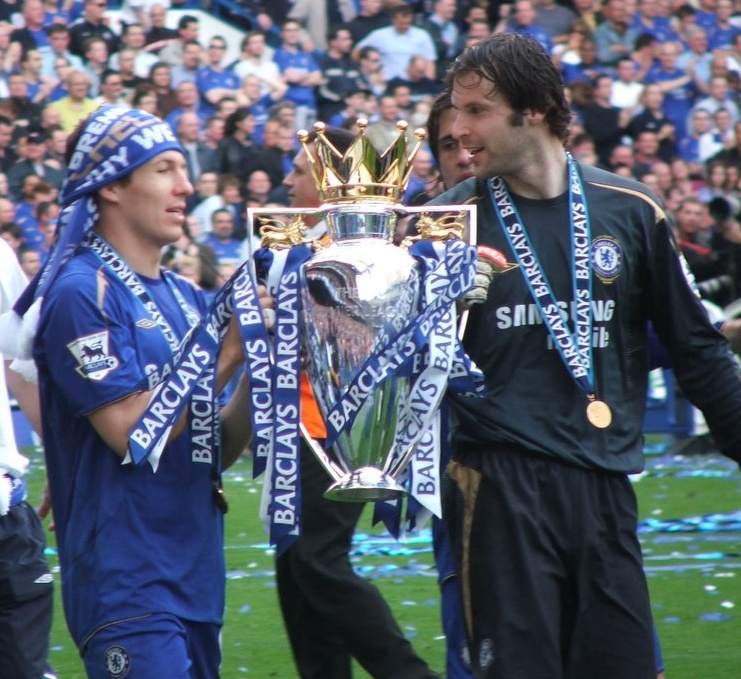
Роббен та Петр Чех з трофеєм

- Володар Кубка Футбольної ліги: 2005, 2007
- Володар Суперкубка Англії: 2005

«Реал Мадрид»
- Чемпіон Іспанії: 2007-08
- Володар Суперкубка Іспанії: 2008

«Баварія»
- Чемпіон Німеччини: 2009-10, 2012-13, 2013-14, 2014-15, 2015-16, 2016-17, 2017-18, 2018-19
- Володар кубка Німеччини: 2009-10, 2012-13, 2013-14, 2015-16, 2018-19
- Володар Суперкубка Німеччини: 2010, 2012, 2016, 2017, 2018
- Переможець Ліги чемпіонів УЄФА: 2012-13
- Переможець Суперкубка УЄФА: 2013
- Переможець Клубного чемпіонату світу: 2013

Збірна Нідерландів
- Віце-чемпіон світу: 2010
- Бронзовий призер чемпіонату світу: 2014